# Free the Robots
Free the Robots, de son vrai nom Chris Alfaro, est un musicien et producteur de hip-hop américain originaire de Santa Ana en Californie.
La musique de Free the Robots est un assemblage de divers styles dont le jazz, la musique psychédélique et électronique ainsi que le hip-hop. Il y incorpore également des mélodies progressives, le tout soutenu par des batteries très rythmées, voire syncopées. Il mêle ainsi des genres très différents tout en conservant une harmonie générale, grâce à l'ajout notamment de compositions analogiques et digitales.

## Biographie
Free The Robot commence sa carrière en 2003 en tant que projet parallèle de Chris Alfaro alors qu'il composait pour d'autres groupes, notamment dans le domaine du rap. La variété de ses expériences ainsi que ses expérimentations personnelles l'amène vers un style personnel. L'ajout de samples, de lignes de batteries enflammées mais aussi d'instruments plus classiques crée un équilibre sonore qui est l'identité de l'artiste.
Le premier album, The Prototype (2005), ainsi que les EPs qui suivent (Free The Robtots EP en 2007 et Free The Robots EP Vol. II et Vol. III en 2012) contiennent des accents jazz marqués ainsi que des références à la musique traditionnelle orientale (Yoga Fire sur le premier EP). L'ajout de samples que l'on sent issus de films et séries des années 1950 tendent à créer une atmosphère particulière. Les albums et EPs suivants sont résolument plus électroniques. Dès ses débuts, il s'attache une audience croissante et désormais mondiale. Il trouve sa place parmi les meilleurs artistes du genre, partageant des scènes avec des artistes tels que Flying Lotus ou encore The Gaslamp Killer (avec lequel il coproduit l'EP The Killer Robots en 2008.
Son second album, Ctrl-Alt-Delete, est publié en 2010 sous le label Alpha-Pulp Record, et rencontre un vrai succès,.

## Discographie

### Albums studio
- 2005 : Prototype
- 2010 : Ctrl Alt Delete
- 2011 : Ctrl Shift Enter: Free the Robots
- 2013 : The Balance
- 2019 : Datu

### EPs
- 2007 : Free The Robots EP
- 2008 : The Killer Robots (avec The Gaslamp Killer)
- 2011 : The Mind's Eye
- 2012 : Free the Robots EP Vol. II
- 2012 : Free the Robots EP Vol. III

### Productions
- 2009 : Least Favorite Rapper de Busdriver sur l'album Jhelli Beam
- 2010 : DSD2 de Nocando sur l'album Jimmy the Lock
- 2010 : Unibrow de Busdriver sur l'album Computer Cooties
- 2011 : 10 Haters de Flash Bang Grenada sur l'album 10 Haters